# Flensburgska huset
Flensburgska huset eller Flensburgska gården ligger på hjørnet af Södergatan og Skomakeregatan i det indre Malmø i Sverige. Ejendommen består af flere bygninger, hvor murstenshuset mod Södergatan kaldes for Flensburgska huset. Huset tilhører Malmøs ældste bygningsmasse og er sandsynligvis en reduceret kopi af det samtidige skånske Svenstorp Slot. Det siges at Flenburgska huset opførtes af rådmand Helmicke Ottesen i 1596. Huset har en for den tid karakteristisk byggestil med skiftevis røde murstensflader, skiftevis hvide kridtstensbånd. Volutgavlens design var populær i Danmark i slutningen af 1500-tallet efter indfydelse fra Holland.
I begyndelsen af 1600-tallet kom huset i Söffren Christensens besiddelse, en af de mere bemærkelsesværdige borgere i datidens Malmø. Som barn hyrdede han får på Skabersjö Slot udenfor byen, da han døde i 1651 var han borgmester i Malmø og tilmed byens rigeste indbygger. Hans store epitafium er bevaret i Sankt Petri Kirke, hvor Söffren ses med hele sin store familie. I 1827 købte købmand Flensburg bygningen, som på det tidspunkt benyttedes som magasin. Eva Flensburg donerede hele boet til Malmö Museum i 1964. Gården erklæredes byggnadsminne i 1968, og blev dermed Malmøs første kommunale af slagsen. I dag forvaltes ejendommen af Malmø Museum gennem foreningen Flensburgska huset. Huset er kontor for Malmøs Kulturforvaltning.